# 弗洛里纳专区
弗洛里纳专区（希臘語：Περιφερειακή Ενότητα Φλώρινας），是希腊西马其顿大区的一个专区。首府为弗羅里納。专区面积为1,924平方公里，2011年人口数量为45,162人。

## 行政
弗洛里納州最初成立于1915年。在2011年卡利克拉提斯改革方案中，希腊所有州份被取消。原弗洛里纳州作为整体设立为弗洛里纳专区。弗洛里纳专区下分为3个市镇（括号内为地图中的数字）：
- 弗羅里納（1）
- 阿明代翁（2）
- 普雷斯派斯（3）